# Sonia Gandhi

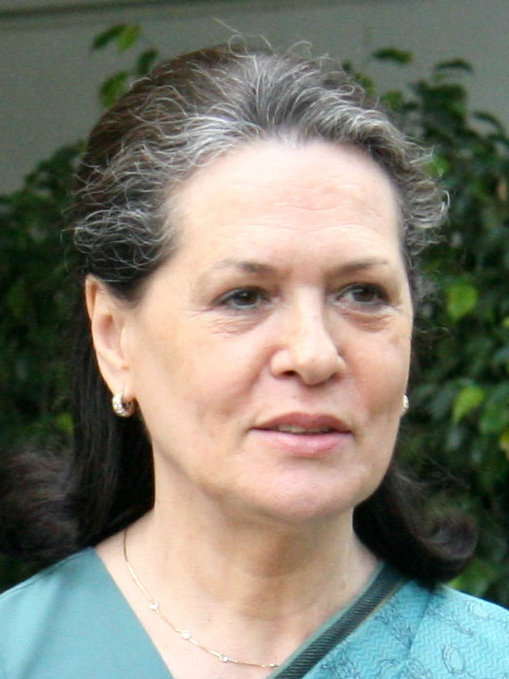
Sonia Gandhi (2011)

Sonia Gandhi (सोनिया गांधी), geb. Edvige Antonia Albina Maino, (* 9. Dezember 1946 in Lusiana, heute: Lusiana Conco, bei Vicenza, Italien) ist eine indische Politikerin. Die gebürtige Italienerin ist die Witwe des ermordeten indischen Premierministers Rajiv Gandhi. 1998 bis 2017 war sie Präsidentin der Indischen Kongresspartei. Dieses Amt hatte sie vom 10. August 2019 bis zum 17. Oktober 2022 erneut inne.

## Leben
Sonia Gandhi ist die Tochter von Paola Predebon und Stefano Maino, eines Unternehmers. Ihre Eltern zogen mit ihr aus Lusiana nach Orbassano ins Piemont, wo sie ihre gesamte Jugendzeit verbrachte.
Sie durchlief eine dreijährige Fremdsprachenausbildung in Englisch und Französisch am Istituto Santa Teresa in Turin, die sie 1964 abschloss. Anschließend absolvierte sie einen Sprachkurs an der Lennox Cook School in Cambridge. Dort lernte sie 1965 Rajiv Gandhi kennen, den Sohn der indischen Politiker Indira und Feroze Gandhi sowie Enkel des ersten indischen Premierministers Jawaharlal Nehru. Das Paar heiratete 1968.
Sonia Gandhi war ursprünglich dagegen, dass Rajiv 1980 nach dem Unfalltod seines jüngeren Bruders Sanjay Gandhi Politiker werden sollte. 1981 wurde ihr Mann für die Indische Kongresspartei in die Lok Sabha, das indische Unterhaus, gewählt. Als Indira Gandhi 1984 einem Attentat zum Opfer fiel, wurde Rajiv Gandhi neuer Premierminister. Sonia Gandhi nahm im selben Jahr die indische Staatsbürgerschaft an.
Nach der Ermordung ihres Mannes bei einer Rede während des Wahlkampfes für die anstehenden Parlamentswahlen am 21. Mai 1991 durch einen Sprengstoffanschlag der Rebellenorganisation Liberation Tigers of Tamil Eelam (LTTE), die für die Errichtung eines unabhängigen Tamilenstaates in Sri Lanka kämpfte, zog sie sich in den folgenden Jahren weitgehend aus der Öffentlichkeit zurück und agierte nur als Präsidentin der Rajiv-Gandhi-Stiftung. Sie begann sich nur vorsichtig politisch zu engagieren, trotz wiederholter Aufforderungen von Seiten führender Politiker der Indischen Kongresspartei, ihrem Mann im Amt des Parteiführers nachzufolgen. Am 14. März 1998 übernahm sie schließlich die Führung der Indischen Kongresspartei als neue Vorsitzende und ließ sich auch zur Kandidatin für das Amt der Premierministerin ausrufen.
Nicht zuletzt wegen ihres Familiennamens gelang es ihr, massenhaft Menschen anzuziehen und so die Indische Kongresspartei zu revitalisieren. Bei den Wahlen 1999 errang sie ein Mandat in der Lok Sabha und wurde zur Oppositionsführerin. Ihre politischen Kritiker werfen ihr seitdem vor, als gebürtige Ausländerin ohne flüssige Kenntnisse des Hindi und das Fehlen entsprechender Qualifikationen für höhere politische Ämter ungeeignet zu sein. Von ihren Gegnern wird sie daher oft spöttisch Antonia Maino alias Sonia Gandhi genannt.

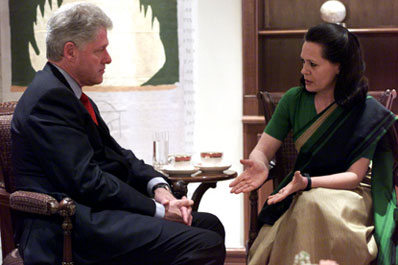
Im Gespräch mit Bill Clinton im März 2000

In ihrem Wahlkampf stellte sie immer wieder die angeblich in Reichweite liegende Vision eines Shining India („Strahlendes Indien“) in Frage und wies auf die breiten Bevölkerungsschichten hin, die vom Boom der letzten Jahre nicht wie die indische Mittelklasse profitieren konnten. Sonia Gandhi stellt sich, wie die Indische Kongresspartei insgesamt, gegen den oft überschäumenden Hindu-Nationalismus. Viele ihrer wenig privilegierten Wähler sehen sie wohl als die Außenseiterin, die durch Geduld, Beharrlichkeit und das Wahren der überkommenen Regeln letztendlich doch ihr Ziel erreichte.
Nach der indischen Parlamentswahl im Mai 2004, die der Kongresspartei einen unerwarteten Sieg brachte, wurde sie zunächst als Premierministerin gehandelt. Am 18. Mai 2004 verzichtete sie überraschend zugunsten von Manmohan Singh auf diesen Posten, blieb aber Vorsitzende des regierenden Parteienbündnisses United Progressive Alliance (UPA). Am 28. Mai 2005 wurde sie als Präsidentin der Indischen Kongresspartei wiedergewählt. Am 23. März 2006 legte sie ihr Mandat in der Lok Sabha jedoch nieder, nachdem sie bereits längere Zeit wegen einer für Parlamentsmitglieder derzeit unzulässigen, bezahlten öffentlichen Nebentätigkeit als Vorsitzende des Nationalen Beraterrates in der Kritik – nicht nur der Opposition – gestanden hatte. Sie stellte sich am 12. Mai 2006 der Wiederwahl in ihrem Wahlkreis Rae Bareli und gewann diesen in der Nachwahl. Auch bei den Parlamentswahlen in den Jahren 2009, 2014 und 2019 gelang ihr die Wiederwahl in die Lok Sabha.
Sonia Gandhi hat einen Sohn und eine Tochter. Ihr Sohn Rahul Gandhi wurde 2004 in die Lok Sabha gewählt und war seit Dezember 2017 als ihr Nachfolger Präsident der Indischen Kongresspartei. Angesichts der Wahlniederlage der Partei bei der Parlamentswahl trat er jedoch zurück und seine Mutter übernahm am 10. August 2019 erneut die Parteiführung.
Ihre Tochter Priyanka Gandhi war mehrfach ihre Wahlkampfmanagerin.

## Publikationen auf Englisch
- Sonia Gandhi: Freedom's Daughter: Letters Between Indira Gandhi and Jawaharlal Nehru 1922–1939: Letters Between Jawaharlal Nehru and Indira Gandhi, 1922-40. Hodder & Stoughton Ltd, 1989, ISBN 0-340-43042-7.
- Sonia Gandhi: Two Alone, Two Together: Letters Between Indira Gandhi and Jawaharlal Nehru 1940–1964. Hodder & Stoughton Ltd, 1992, ISBN 0-340-50287-8.
- Sonia Gandhi: Rajiv. Viking 1994, ISBN 0-670-84607-4.
- Sonia und Rajiv Gandhi: Rajiv's World: Photographs by Rajiv Gandhi. Viking 1995, ISBN 0-670-85917-6.
- Sonia Gandhi: Jammu and Kashmir 1949–1964: Selected Correspondence Between Jawaharlal Nehru and Karan Singh. Viking India, 2006, ISBN 0-670-99937-7.